# Хачатур Шапошников
Хачатур (Христофор) Георгијевиш Шапошников (рус. Хачатур (Христофор) Георгиевич Шапошников; Мајкоп, 24. март 1872 − Мајкоп, 25. јануар 1938) био је руски и совјетски биолог, оснивач Кавкаског резервата биосфере.
Рођен је у Мајкопу, у трговачкој јерменској породици. Године 1892. завршио је реалну гимназију у тадашњем Јекатеринодару, а потом 1901. и Ришки политехнички институт где је стекао звање дипломираног агронома. Након тога се три године (1903−1906) усавршавао на пољу зоологије на Берлинском универзитету и у то време учествовао је у неколико зоолошких експедиција по северу Африке, средњој и Малој Азији и Закавказју.
По повратку у родни Мајкоп 1907. почиње да ради у Белоречењском шумском газдинству, а две године касније послао је писмо Руској академији наука у којем је тражио дозволу за оснивање заштићеног природног подручја на Западном Кавказу са циљем спашавања од изумирања тада угрожене врсте ендемског кавкаског бизона. Акције на успостављању заштићеног подручја су прекинуте због ратних дејстава током Великог рата (1914—1917), а потом поново настављене након 1920. године. 
Кавкаски резерват биосфере основан је током 1924, а детаљи о самом заштићеном подручју установљени су на првој седници Сверуског друштва за заштиту природе одржаној у Москви 3. децембра 1924. године. Шапошников је пуних осам година радио као директор Резервата, а пензионисао се 1937. године. 
У ноћи са 5. на 6. новембар 1937. Шапошников је ухапшен од стране Државне службе безбедности уз оптужбе за контрареволуционарне и антидржавне делатности. Осућен је по кратком поступку и стрељан 25. јануара 1938. године. Имовина његове породице је национализована, а његов целокупан научни рад и сви списи уништени. Одлуком президијума Краснодарског покрајинског суда од 20. октобра 1956. Х. Г. Шапошников је посмртно рехабилитован и ослобођен свих оптужби. 
Кавкаски резерват биосфере чији је био оснивач, данас носи његово име.